# زاموآ

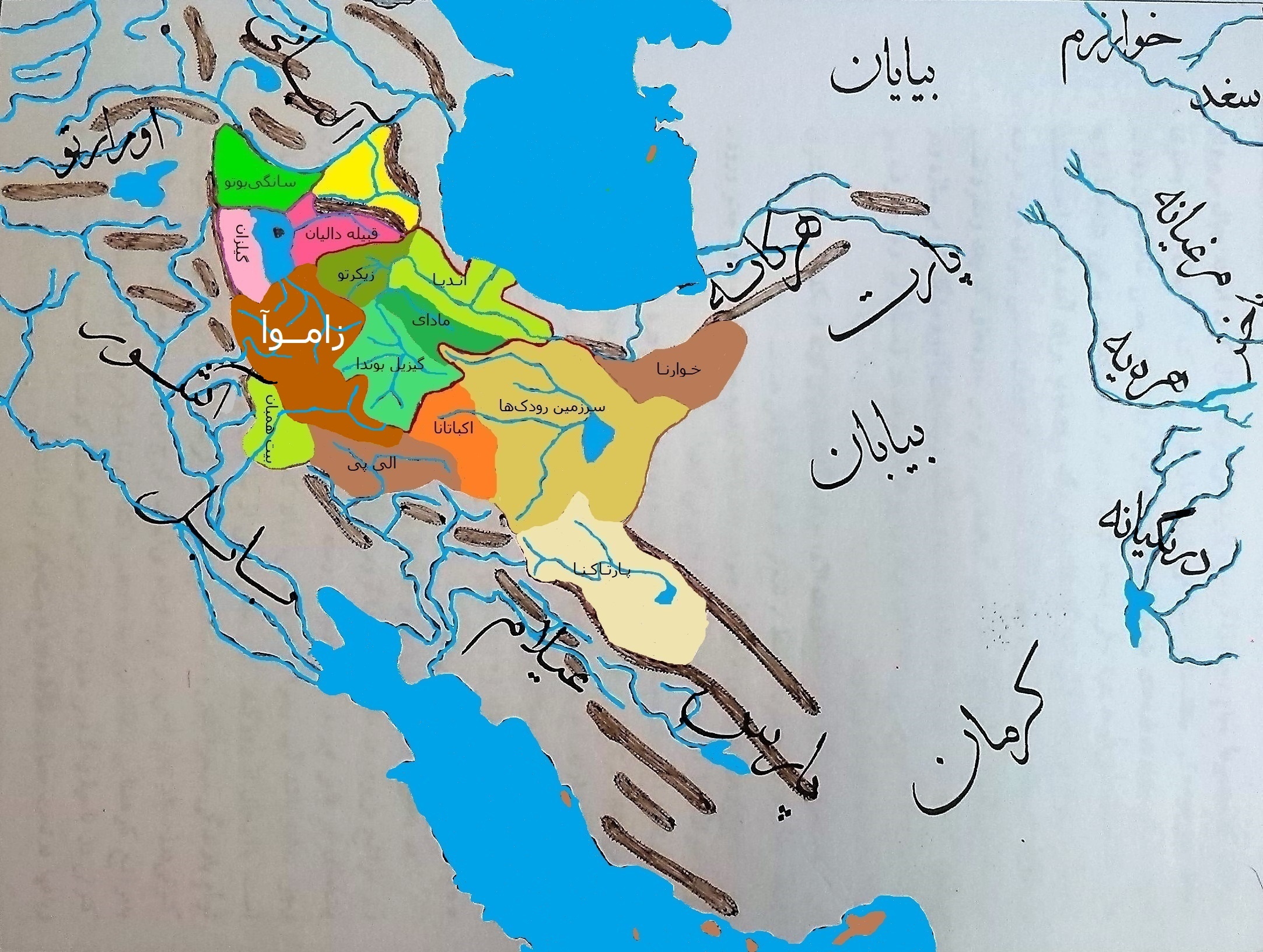
موقعیت زاموآ پیش از پادشاهی ماد

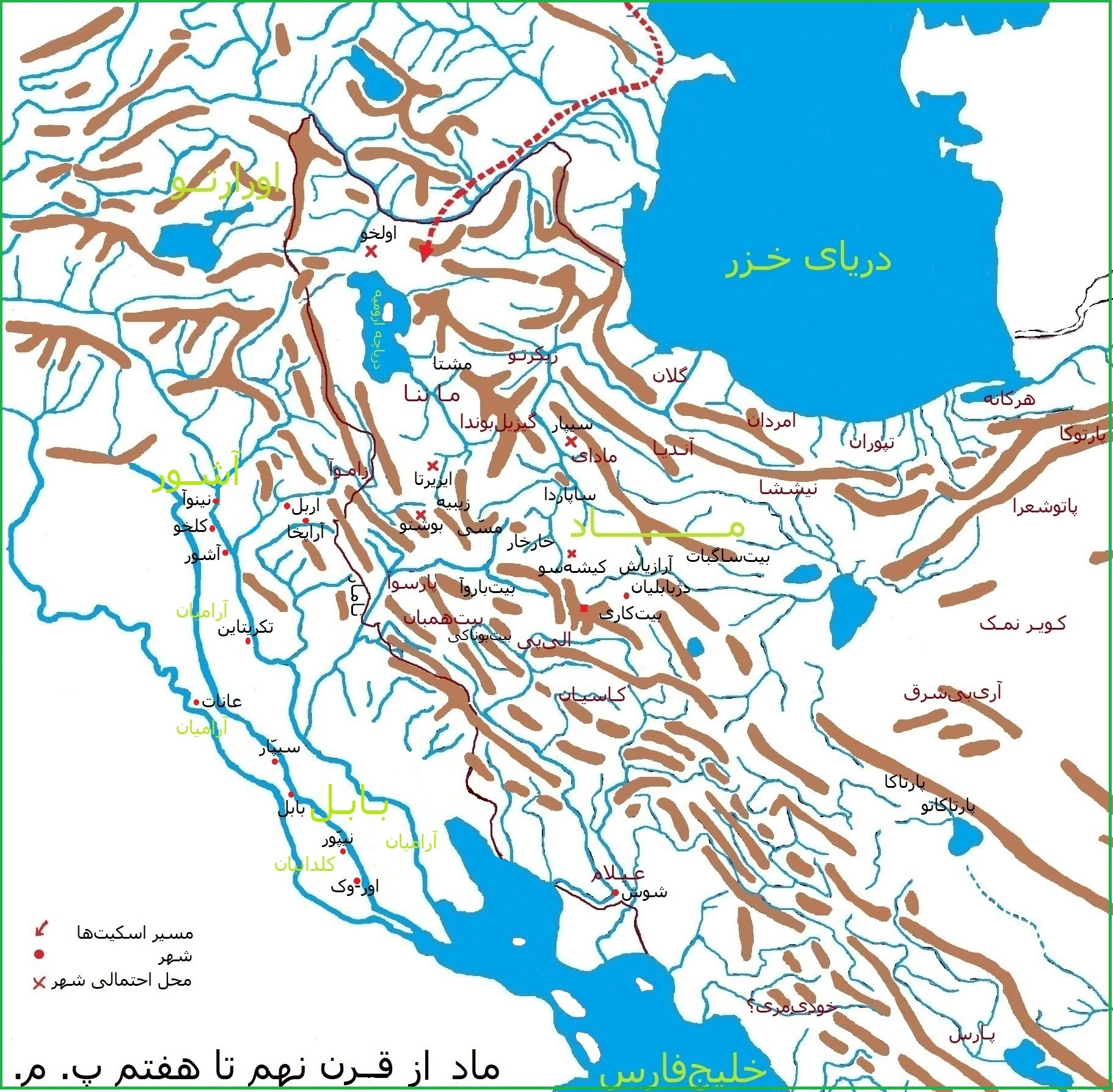
ماد و ماننا قرن ۹ تا ۷ پ.م.

زاموآ (به انگلیسی: Zamua) در بخش علیای رود زاب کوچک قرار داشت که خود یکی از شعبه‌های دجله بشمار می‌رفت، شعبه‌هایی که در مسیر سفلای آن خاک اصلی آشور را قطع می‌کنند. نواحی زاموآ از لحاظ جغرافیایی به آشور سخت مربوط بوده‌است. سراسر زمین‌هایی که از دریاچهٔ ارومیه تا بخش‌های علیای رود دیاله ممتد بود به معنی بسیط بنام ماننا موسوم بود ولی به‌طور محدود زاموآ نامیده می‌شده.

## تاریخچه زاموآ
در آغاز هزارهٔ‌یکم پیش از میلاد از میان دولت‌های ایرانی که نخست در سرزمین ماد تشکیل شدند نقش رهبری را دولت‌های کوچک نواحی زاموآ که مسکن لولوبیان و کوتیان بود بازی می‌کردند.
سرزمین مزبور در سال ۸۸۱ (پیش از میلاد) بدست آشور-ناصیر-پال دوم مسخر گردید بعدها در منابع (از نیمه دوم سده نهم پ. م.) به نام زاموآ یا مازاموآ خوانده شد بخش شمالی زاموآ را مننا و بخش جنوبی را پارسوآ خواندند.

### مننا (زاموای داخلی)
در وقایع سال ۸۸۲ (پیش از میلاد) برای نخستین بار به اصطلاح حاکم‌نشین مازاموا برمی‌خوریم؛ ولی ایالت مزبور شامل بخش‌های جنوبی آن نمی‌گردید و ظاهراً چیزی از لشکرکشی ۸۸۰ (پیش از میلاد) نگذشت که مردم آن بخش‌ها استقلال خویش را باز پس گرفتند. باری شلمنسر سوم در سال ۸۵۹ (پیش از میلاد) به سرزمین مزبور لشکر کشید و در سال ۸۵۵ (پیش از میلاد) ناحیهٔ حاکم‌نشین مازاموا به دو بخش شمالی و جنوبی تقسیم شده بود.

### پارسوآ (زاموای خارجی)
زاموای خارجی یا «زاموای جنوبی» واقع در جنوب کشور ماننا قرارداشت و ناحیه مزبور به سمت جنوب و جنوب شرقی نامحدود بوده و شاید تا سرزمین پارسیان امتداد می‌یافت؛ زاموای خارجی احتمالاً محل اسکان قبایل پارسی بوده‌است. باید اضافه نمود پارسوآ و ماننا دو قبیله با دو زبان، آیین، و فرهنگ متمایز بودند که هر دو تحت انقیاد آشوریان قرار داشتند و قبایل ماننا برای کسب استقلال خویش ظاهراً از پارسوآ پیشی گرفت.
| بخش شمالی: ماننا یا زاموآی‌ داخلی به مرکزیت دژ ایزیرتو | زاموآ شاکنّو یا حاکم‌نشین مـازامــوآ در سال ۸۵۰ (پیش از میلاد) به ۲ ایالت آشوری تقسیم شد. | بخش جنوبی: پارسوآ یا زاموآی‌ خارجی به مرکزیت دژ نیککور |

## جامعهٔ زاموآ
جامعهٔ زاموآ آنچنانکه در سالنامه‌های آشور ناسیراپال وصف شده جامعه‌ای بود طبقاتی واجد پیشه‌های حرفه‌ای که در آشور بدان ارج می‌نهادند و بسیار ترقی کرده بود. بالضروه پیشه‌ها از کشاورزی تجزیه شده و بدین سبب تولیدات کالایی نیز محتملاً تا اندازه‌ای رونق داشت؛ ولی این جامعه در دوران بدوی پیدایش طبقات قرار داشت، دولت در آن ضعیف بود و اینجا و آنجای آن سرزمین دولت‌های کوچک وجود داشتند که قادر به پایدری و مقابله با تجاوزات آشور نبودند. تأسیس جامعهٔ طبقاتی را در اینجا باید در نیمهٔ دوم هزارهٔ دوم پیش از میلاد دانست. محتملا جریان پیدایش طبقات بر اثر سلطهٔ موقتی بابل در عهد کاسیان، در سرزمین مزبور تسریع شد.
سال‌نامه‌های آشور ناسیراپال دوم از نقاط مسکونی فوق یاد می‌کنند ولی ظاهرً موفق به تصرف دور لولومه نشدند زیرا که سال‌نامه‌ها فقط از تسخیر و نابودی نقاط مسکونی غیر مستحکم که جزء بخش‌های لاربوسا و بار و بی‌نوسا و همچنین دور لولومه بوده‌است صحبت می‌دارند و دربارهٔ نقطهٔ اخیرالذکر بخصوص سخنی نرفته‌است.
- برگردان لاتینی اصطلاحات مقاله:

Zamua. Nur Adad. Ata. Ameka. Zamru. Arashtua. Bunasi. Musasina. Kirtiara. Kirrvri. Xudon. Simeci. Simera. Ulmania. Adaush. Xarga. Xarmasa. Parsindu. Ammaru. Iritu. Suritu. Uze> Birutu. Alagalag. Bara. Dur Lulume

## پیشوایان مهم زاموآ
نخستین شاهکان زاموای‌داخلی
- آتا در بخش زاموآ
- مکتیارا در بخش زاموآی داخلی
- نور آداد در بخش داگارا
- پیریشاتی در بخش گیزیلبوندا

 نخستین شاهکان زاموای‌خارجی
- آمکا … مرکز دژ زامرو
- آمّالی … مرکز دژ آراشتوا
- مسو ....... مرکز دژ آتلیل
- ؟ ...... مرکز دژ کاسی خارتیش

نواحی و اراضی مسکونی در زاموآ
- ناحیه کیرّوری
- ناحیه سمسی
- ناحیه سیمره
- ناحیه اولمانیا
- ناحیه آداعوش
- ناحیه خارگا
- ناحیه خارماسا
- ناحیه لاربوسا
- کشور گیلزان

نواحی مجاور زاموای جنوبی (پارسوآ)
- امارت موساسینا … مرکز دژ بوناسی یا بونائیس …
- امارت کی‌یرتیارا … مرکز دژ لاربوسا
- امارت کیّروری … مرکز دژ بارا (دژ)
- امارت سابینا … مرکز دژ خودون ...

قلاع و دهکده‌های متروک دیگر:
- قلعه آمارو
- قلعه پارسیندو[۶]
- قلعه ایریتو
- قلعه سوریتو
- قلعه خارتیش
- دهکدهٔ اوزه
- دهکدهٔ بیرتو
- دهکدهٔ لالاگا
- دهکدهٔ بارا
- دهکدهٔ دور- لولومه
- دهکدهٔ بی‌نوسا (بوناسی)

## نگارخانه
جامعه زاموآ واجد پیشه‌های حرفه‌ای بود که در آشور بدان ارج می‌نهادند.

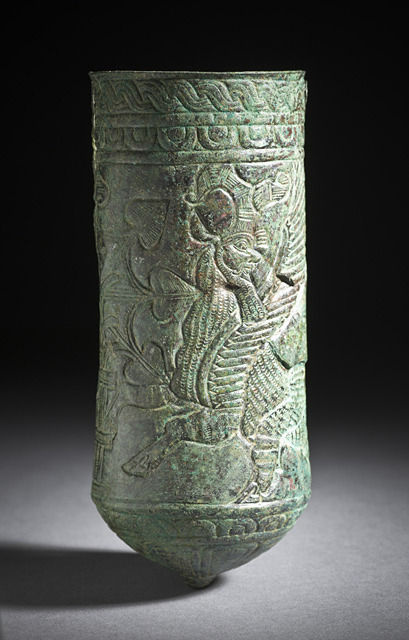
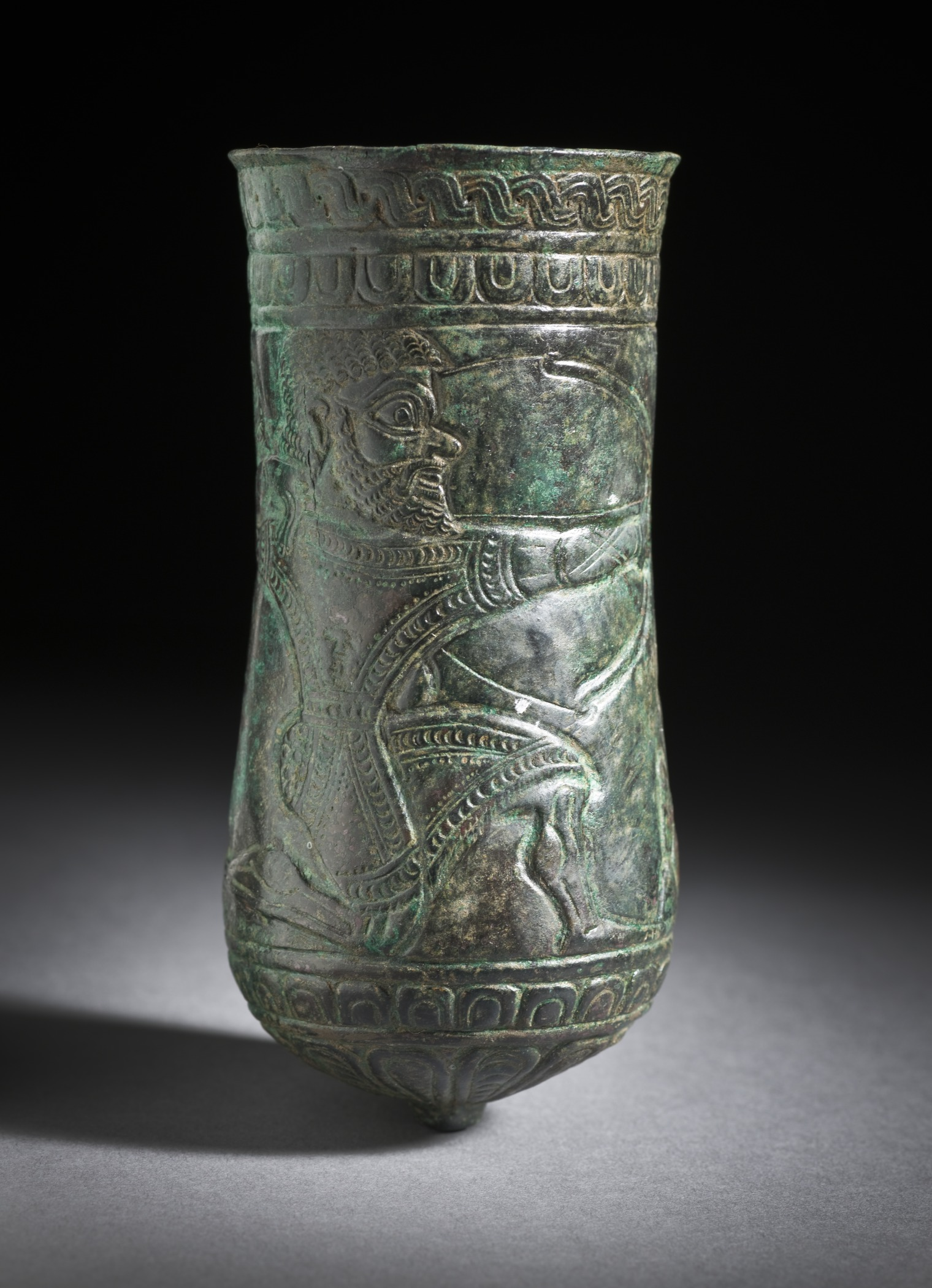
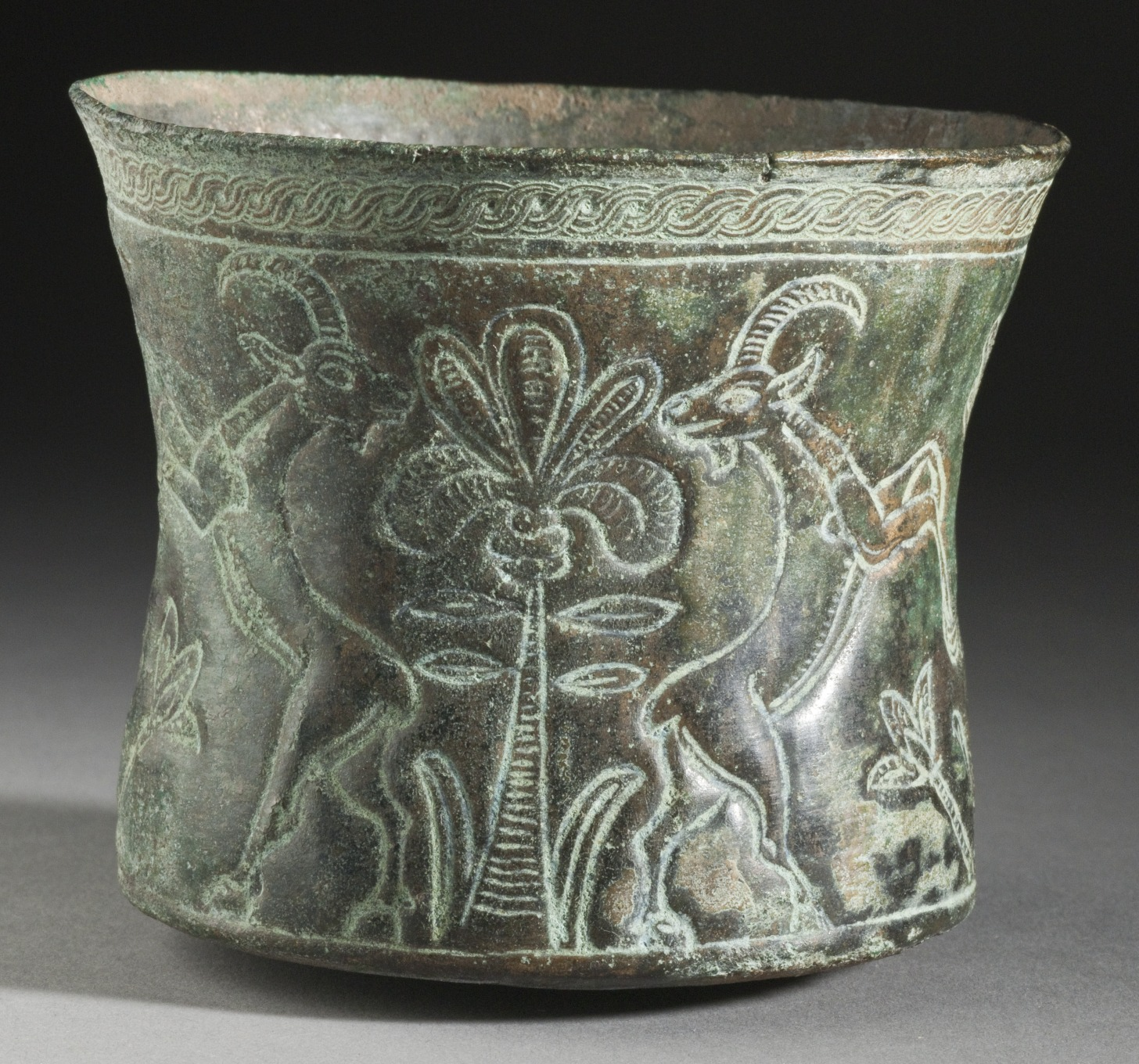
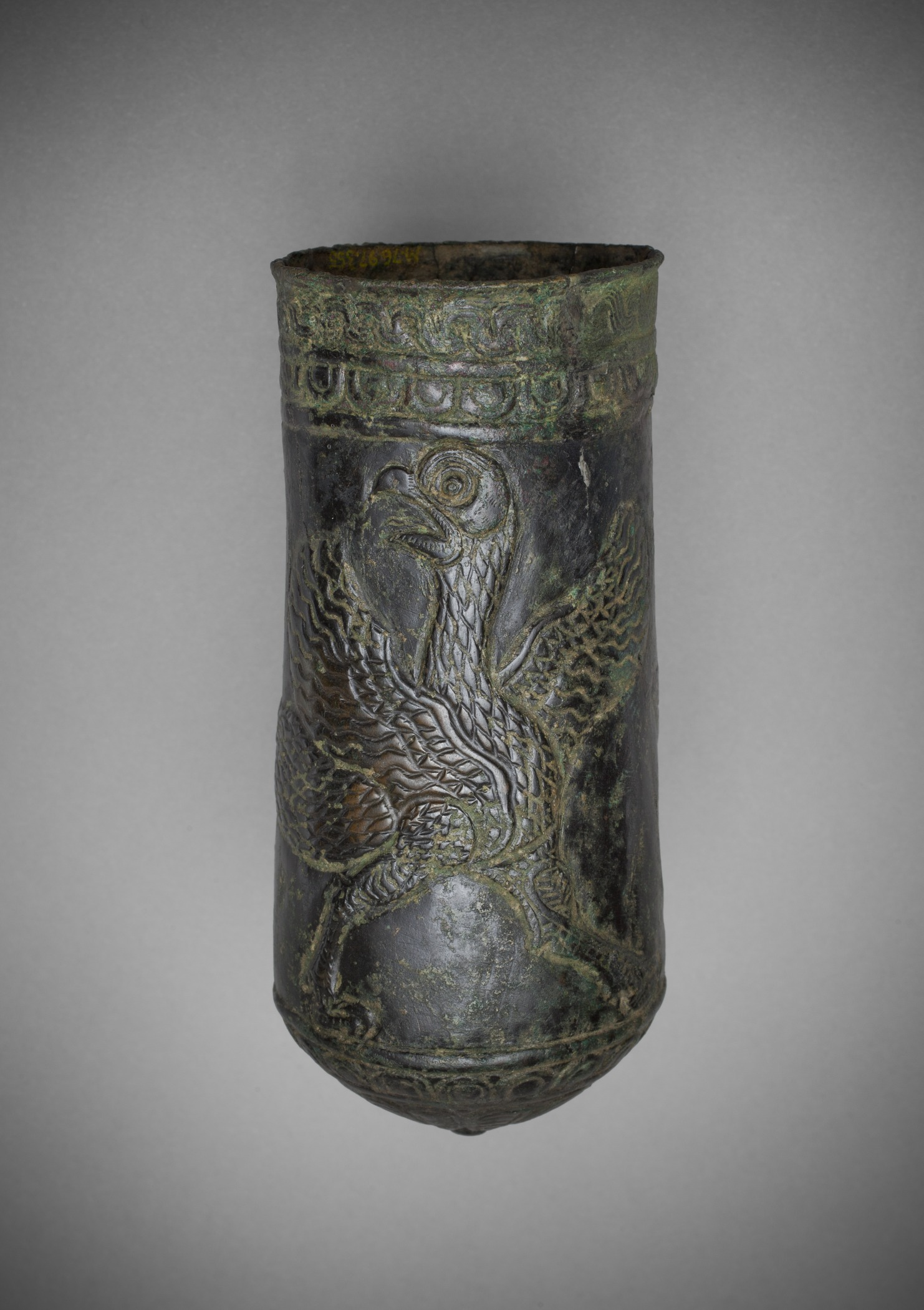
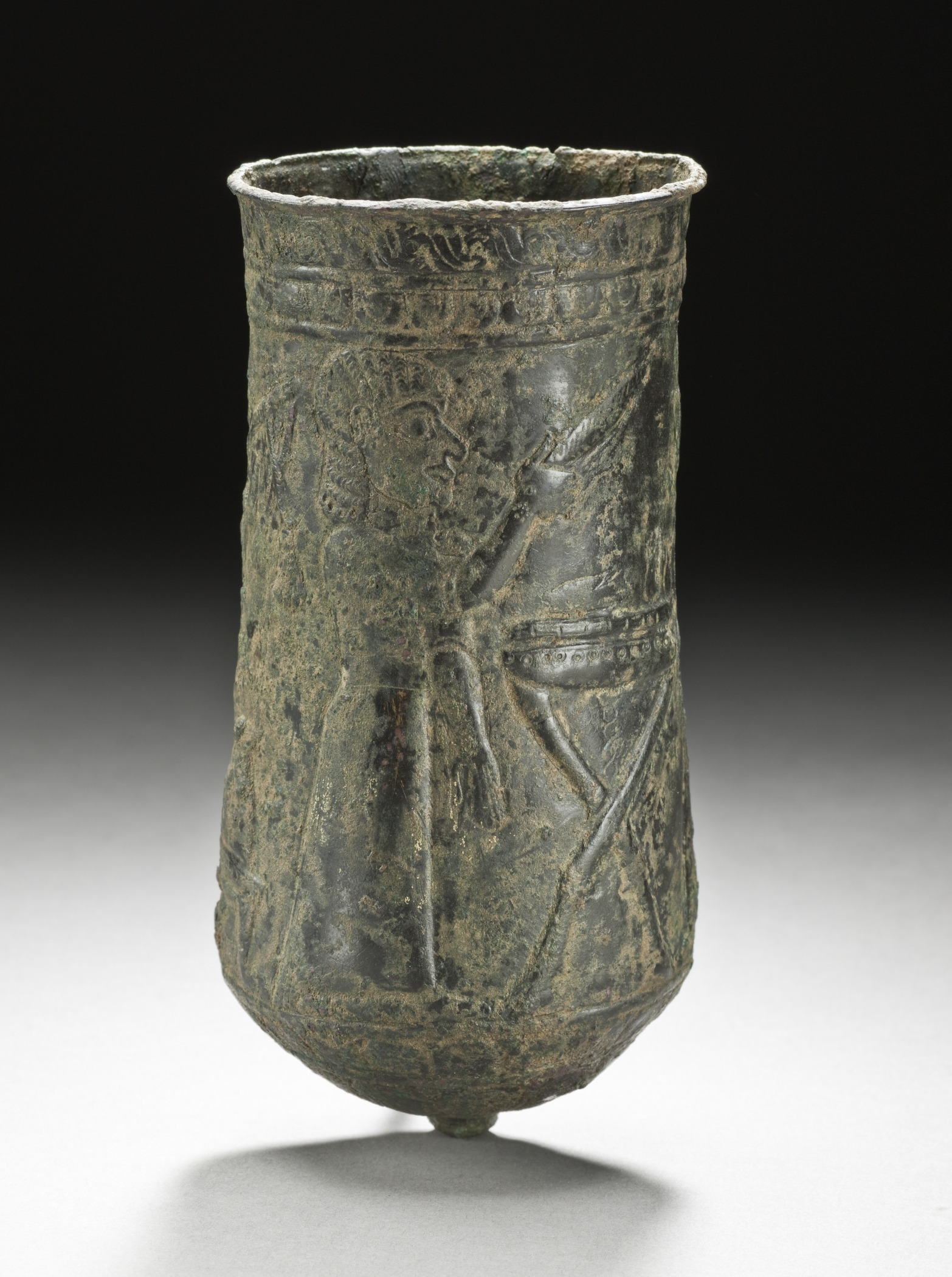